# Robert Rich, 3. Earl of Warwick
Robert Rich, 3. Earl of Warwick (* 28. Juni 1611; † 29. Mai 1659 in London) war ein englischer Adliger und Politiker.
Er war der älteste Sohn von Robert Rich, 2. Earl of Warwick, aus dessen erster Ehe mit Frances Hatton.
Anlässlich der Krönung König Karls I. wurde er 1626 zum Knight of the Bath geschlagen. 1628 und 1640 wurde er als Knight of the Shire für Essex ins englische House of Commons gewählt. Durch Writ of Acceleration wurde er am 26. Januar 1641 ins House of Lords berufen und erbte dadurch vorzeitig den nachgeordneten Titel seines Vaters als 5. Baron Rich. Beim Tod seines Vaters 1658 beerbte er ihn auch als 3. Earl of Warwick.
Während des Englischen Bürgerkriegs stand er zunächst auf Seiten des Königs. Später zahlte er ein vom Parlament gegen ihn verhängtes Bußgeld und gelobte, keine Waffen gegen den Commonwealth of England zu erheben.
Am 9. April 1632 heiratete er in erster Ehe in Battersea in Surrey Lady Anne Cavendish (1611–1638), Tochter von William Cavendish, 2. Earl of Devonshire. Mit ihr hatte er einen Sohn, Robert Rich (1634–1658), der Frances Cromwell, Tochter des Lordprotektors Oliver Cromwell heiratete, aber 1658 kinderlos starb.
Nach dem Tod seiner ersten Gattin heiratete er in zweiter Ehe Anne Cheeke, Tochter von Sir Thomas Cheeke und seiner Tante Essex Rich. Mit ihr hatte er drei Töchter, Lady Essex Rich, die 1674 Daniel Finch, 7. Earl of Winchilsea und 2. Earl of Nottingham, heiratete, Lady Anne Rich, die 1664 Thomas Barrington, den Sohn und Erben des Sir John Barrington, 3. Baronet, heiratete und Mary Rich (1652–1678), die 1673 Henry St. John, 1. Viscount St. John, heiratete.
Er starb 1659 und wurde in Felsted in Essex beigesetzt. Da er keine Söhne hinterließ, erbte 1659 sein jüngerer Bruder Charles seine Adelstitel.